# Voyageur
A Voyageur az Enigma zenei projekt ötödik stúdióalbuma. Zenei stílusa nagyban eltér az Enigma előző albumaitól, eltűntek a rájuk korábban jellemző fuvolák, gregorián és törzsi énekek, a dalok ehelyett poposabb hangzásúak, főként a címadó dal, az Incognito, a Boum-Boum és a Look of Today. Michael Cretu producer kifinomult popként jellemezte a Voyageurt.
Az album két különböző kiadásban kapható: az ún. Special Package Edition borítója átlátszó, a füzet a dalszövegekkel kör alakú és a CD alatt található. Az albumborító (ami az átlátszó változatban a CD mintája) tervezője Johann Zambryski.
Az Incognito című számban (amelyről az album címének bejelentése előtt úgy hírlett, ez lesz a címadó dal) hallható az Enigma első slágerének, a Sadeness (Part I)-nek a refrénje (2"05'-nél és 2"19'-nél).

## Dallista
| #   | Cím                         | Szerzők         | Hossz |
| --- | --------------------------- | --------------- | ----- |
| 1.  | From East to West           | Michael Cretu   | 4:10  |
| 2.  | Voyageur                    | Cretu, Jens Gad | 4:36  |
| 3.  | Incognito                   | Cretu           | 4:24  |
| 4.  | Page of Cups                | Cretu, Gad      | 7:00  |
| 5.  | Boum-Boum                   | Cretu           | 4:30  |
| 6.  | Total Eclipse of the Moon   | Cretu           | 2:16  |
| 7.  | Look of Today               | Cretu           | 3:44  |
| 8.  | In the Shadow, in the Light | Cretu           | 5:33  |
| 9.  | Weightless                  | Cretu           | 2:18  |
| 10. | The Piano                   | Cretu, Gad      | 3:00  |
| 11. | Following the Sun           | Cretu           | 5:48  |

## Kislemezek
- Voyageur (2003. szeptember 29.)
- Following the Sun (2003. november 10.)
- Boum-Boum (2004. június 21.)

## Közreműködők
- Ruth-Ann Boyle: vokálok (5. és 11. dal)
- Michael Cretu: producer, vokálok (6., 7. és 9.)
- Sandra Cretu: vokálok (2. és 4.)
- Andru Donalds: vokálok (3., 5. és 8.)
- Jens Gad: gitárok
- Johann Zambryski: borító

## Helyezések
| Slágerlista               | Legfelső helyezés |
| ------------------------- | ----------------- |
| Ausztria                  | 19                |
| Argentína                 | 20                |
| Belgium                   | 40                |
| Csehország                | 39                |
| Dánia                     | 52                |
| Egyesült Királyság        | 46                |
| Európa                    | 12                |
| Finnország                | 34                |
| Franciaország             | 32                |
| Görögország               | 3                 |
| Hollandia                 | 13                |
| Kanada                    | 61                |
| Magyarország              | 29                |
| Németország               | 6                 |
| Norvégia                  | 71                |
| Olaszország               | 17                |
| Portugália                | 4                 |
| Spanyolország             | 87                |
| Svájc                     | 29                |
| Svédország                | 31                |
| USA Billboard Top 200     | 94                |
| USA, Billboard Electronic | 1                 |